# Carl Gebhardt
Carl Gebhardt (* 8. April 1881 in Frankfurt am Main; † 25. Juli 1934 ebenda) war ein deutscher Philologe und Philosoph. Bekannt ist er als Wegbereiter der modernen Spinoza-Forschung.

## Leben

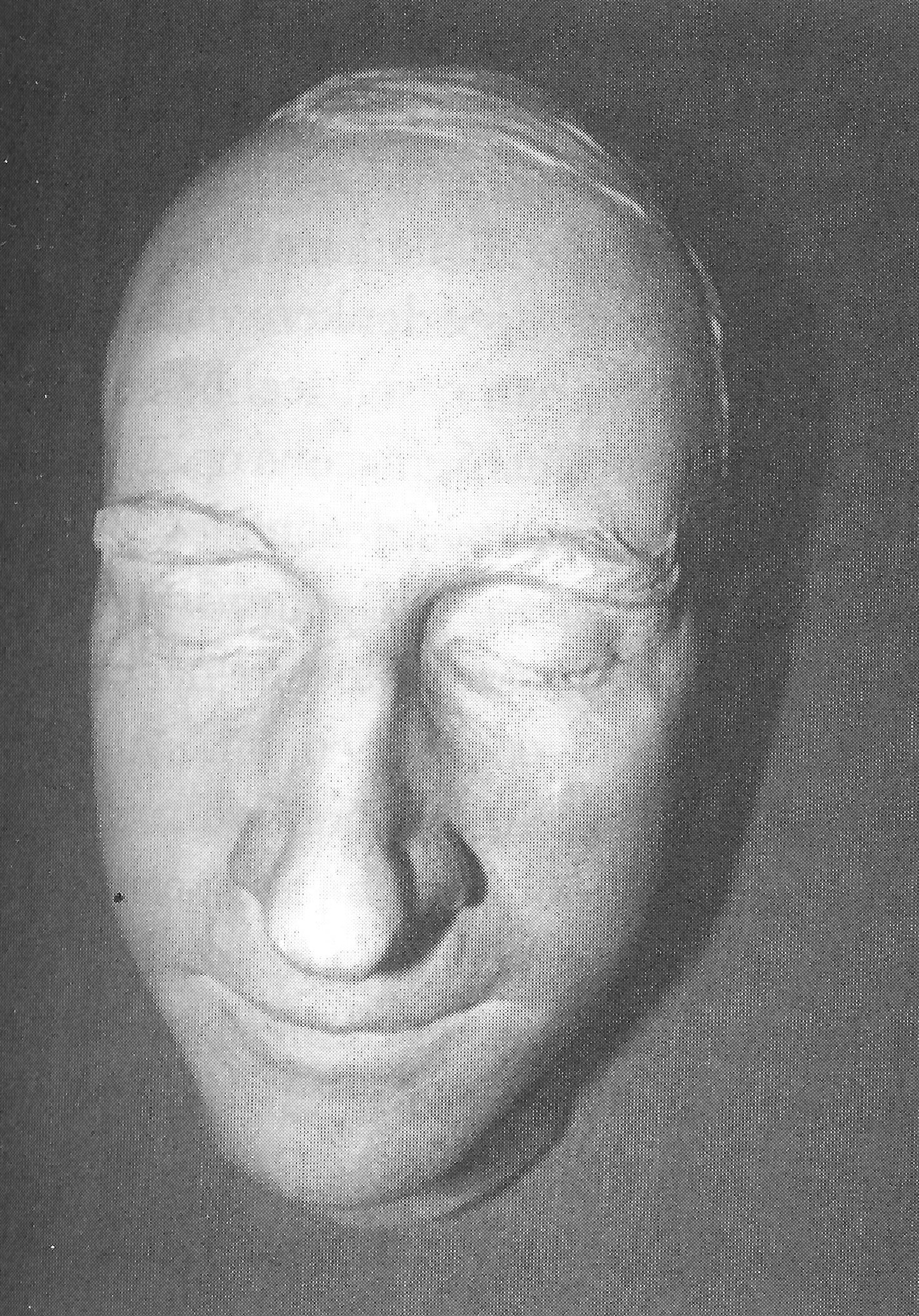
Carl Gebhardt, Totenmaske (1934)

Gebhardt studierte ab 1899 an der Universität Heidelberg Rechtswissenschaften, Kunstgeschichte und Philosophie. Seine wichtigsten Lehrer waren Kuno Fischer und Wilhelm Windelband. 1905 wurde er mit einer Arbeit über Spinozas „Abhandlung über die Verbesserung des Verstandes“ zum Dr. phil. promoviert. Kurze Zeit später begann er mit der Neuausgabe und Übersetzung der Werke Spinozas.
Gebhardt nahm an diversen reformpädagogischen Bestrebungen teil. 1925 gründete er, zusammen mit Theodor Bäuerle, den Deutschen Bund für Volksbildung. Des Weiteren engagierte er sich im Rahmen des Rhein-Mainischen Verbandes für Volksbildung mit Vorträgen (sogenannten „Volksvorlesungen“). Als Publizist und Zeitungskritiker kommentierte er das lokale Kulturleben, insbesondere im Bildungs- und Theaterbereich.
Er war viele Jahre Leiter des Archivs der Schopenhauer-Gesellschaft in Frankfurt am Main.
1933 erkrankte Gebhardt schwer, setzte aber die Arbeit bis kurz vor seinem Tod im Juli 1934 fort.
Seine Ehefrau Lilly Gebhardt (geb. Hellmann), die Schwester der Literaturwissenschaftlerin Hanna Hellmann, war  jüdischer Herkunft und wurde 1943 in das Ghetto Theresienstadt deportiert und überlebte. Der gemeinsame Sohn Hans Bernt Gebhardt (1915–1995) emigrierte 1939 nach Frankreich, wo er die deutsche Besatzung mit falschen Papieren überstand. In den fünfziger Jahren nach Frankfurt zurückgekehrt, machte er sich dort einen Namen als Grafiker und Bildhauer.

## Wirken
Im Mittelpunkt seines Lebens standen die Gestalt und das Denken des niederländisch-sephardischen Philosophen Baruch Spinoza. Die von Gebhardt bearbeiteten Spinoza-Bände erschienen innerhalb der Philosophischen Bibliothek des Dürr- bzw. Meiner-Verlages. 1908 gab er eine erneuerte Ausgabe des „Theologisch-politischen Traktats“ heraus. 1914 edierte er die Briefe und im selben Jahr die „Lebensbeschreibungen und Gespräche“. 1922 schloss er die Werkeausgabe mit der „Kurzen Abhandlung von Gott, dem Menschen und seinem Glück“ ab. Von diesen Editionen aus erarbeitete er die erste textkritische Spinoza-Ausgabe. Gefördert von der Heidelberger Akademie der Wissenschaften, erschienen die „Opera“ 1925 in vier Bänden (bei Carl Winter in Heidelberg). Der von Gebhardt noch weitgehend fertiggestellte Abschlussband wurde erst 1987 publiziert.
Gebhardt war 1920 Mitbegründer der internationalen Societas Spinozana; dieser Gesellschaft gelang es 1926, das Sterbehaus Spinozas in Den Haag zu erwerben. Auch gehörte er zum Gründer- und Herausgeberkreis der Zeitschrift Chronicon Spinozanum sowie der Schriftenreihe Bibliotheca Spinozana.
Gebhardt ist im Bereich der Spinoza-Forschung nicht nur als Herausgeber, Textkritiker und Organisator von Bedeutung, sondern auch als Interpret und Philosophiehistoriker. Einzelne Abhandlungen – zum Beispiel über „Spinoza und der Platonismus“ (1921), „Rembrandt und Spinoza“ (1927), „Der Spinozismus Goethes“ (1927), „Spinozas Religion“ (1932) oder zur Frage „Was ist Spinozismus?“ (1925) – sind grundlegende Beiträge. Die Forschungen zur Lebensgeschichte Spinozas brachte er (auf der Grundlage der Arbeiten von Jakob Freudenthal) wesentlich voran.
Weitere Arbeitsgebiete waren die Barock-Forschung und die Geistesgeschichte des Judentums. Gebhardt hat die Werke von Uriel da Costa und Jehuda Abravanel (Leone Ebreo) übersetzt und herausgegeben. Auch widmete er sich der Geschichte der Marranen, jener zwangsgetauften iberischen Juden, die insgeheim an jüdischen Glaubenssätzen und Riten festhielten. Das „moderne Bewusstsein“ sei aus der „Verdoppelung des marranischen Bewusstseins hervorgegangen“. Vielfach akzeptiert ist Gebhardts Auffassung, wonach die marranische Erfahrung eine zentrale Quelle von Spinozas Denken war. Als Schopenhauer-Forscher ist er vor allem mit dem von ihm bearbeiteten ersten Band des Briefwechsels des Philosophen hervorgetreten.
Verschiedene Schriften, die zwischen 1919 und 1921 mit den Verfasserangaben Spinoza Redivivus und Augustinus Redivivus erschienen, werden Gebhardt zwar üblicherweise zugeschrieben, doch sicherlich nicht zu Recht.

## Monographien
- Spinozas Abhandlung über die Verbesserung des Verstandes. Eine entwicklungsgeschichtliche Untersuchung, Heidelberg: C. Winter, 1905.
- Schopenhauer-Bilder. Grundlagen einer Ikonographie. Hrsg. v. d. Stadtbibliothek Frankfurt a. M., Frankfurt a. M.: Baer, 1913.
- Inedita Spinozana, Heidelberg: Winter, 1916 (Sitzungsberichte der Heidelberger Akademie der Wissenschaften, Philosophisch-Historische Klasse; Jg. 1916, Abh. 13).
- Der demokratische Gedanke, Leipzig: Meiner, 1920.
- Fordernde Volksbildung, Berlin: Arbeitsgemeinschaft, 1923.
- Spinoza. Vier Reden, Heidelberg: Carl Winter, 1927 (enthält:)
  - Rede bei der Feier der Societas Spinozana im Rolzaal in s’Gravenhage am 21. Februar 1927
  - La dialectique intérieure du Spinozisme
  - Spinoza, Judentum und Barock
  - Der Spinozismus Goethes, S. 57–80.
- Das Schopenhauer-Archiv. Festschrift. Zur 13. Tagung der Schopenhauer-Gesellschaft. Hrsg. von Carl Gebhardt, Heidelberg: Winter, 1929.
- Spinoza, Leipzig: Reclam, 1932 (Reclams Universalbibliothek. Bd. 7193/94).
- Spinoza. Judaisme et Baroque [Aufsatzsammlung]. Textes réunis et présentés par Saverio Ansaldi. Traduit de l’allemand par Sylvie Riboud-Sainclair, Paris: Presses de l’Univ. de Paris-Sorbonne, 2000 (Travaux et documents du Groupe de Recherches Spinozistes, n°9)

## Aufsätze und kleinere Texte
- Peter Burnitz – Zur Ausstellung im Frankfurter Kunstverein, in: Der Cicerone. Halbmonatsschrift für die Interessen des Kunstforschers und Sammlers. IV. Jahrgang. Heft 10, Mai 1912, S. 384–386.
- Barock, in: Frankfurter Zeitung vom 9. April 1914.
- Deutsches Barock, in: Frankfurter Zeitung vom 30. Mai 1914.
- Wilhelm v. Gwinner zum neunzigsten Geburtstag: 17. Oktober, in: Frankfurter Zeitung vom 17. Oktober 1915.
- Wilhelm von Gwinner, in: Jahrbuch der Schopenhauer-Gesellschaft 8 (1919), S. 208–227.
- Die sozialen Aufgaben der Frankfurter Bühnen, in: Deutsche Bühne. Jahrbuch der Frankfurter Städtischen Bühnen. Erster Band: Spielzeit 1917/1918, Frankfurt am Main: Rütten & Loening, 1919.
- Spinoza und der Platonismus., in: Chronicon Spinozanum I (1921), S. 178–234.
- Schopenhauer und die Romantik. Eine Skizze, in: Jahrbuch der Schopenhauer-Gesellschaft 10 (1921), S. 46–54 (Online-Faksimile; PDF; 575 kB).
- Le déchirement de la conscience [1922], in: Cahiers Spinoza, n°3 (hiver 1979–1980), Paris: Éditions Réplique, S. 135–141.
- Juan de Prado, in: Chronicon Spinozanum III (1923), S. 219–291.
- Pieter Ballings Het Licht op den Kandelaar, in: Chronicon Spinozanum 4 (1924–1926), S. 187–200.
- Was ist Spinozismus?, in: Spinoza: Von den festen und ewigen Dingen. Uebertragen und eingeleitet von Carl Gebhardt, Heidelberg: Carl Winter, 1925, S. V–XLIX.
- Rembrandt und Spinoza. Stilgeschichtliche Betrachtungen zum Barock-Problem, in: Kant-Studien 32 (1927), S. 161–181.
- Spinozas Bann, in: Der Morgen. Jg. 3 (1927). Nr. 2, S. 144–148.
- Klage gegen die Zeit von dem Weisen Don Jehuda Abrabanel, in: Der Morgen. Jg. 3 (1928). Nr. 6, S. 662–668.
- Rundfunk und Land, in: Freie Volksbildung. Neue Folge des Archivs für Erwachsenenbildung 3 (1928). Heft 4.
- Das Sofa, auf dem Schopenhauer starb, in: Stadtblatt der „Frankfurter Zeitung“ 1929.
- Das Lied der Lieder, in: Der Morgen. Jg. 6 (1930). Nr. 5, S. 447–457, als Einzelveröffentlichung herausgegeben, übertragen und mit Kommentar versehen, Lilli Hellmann zugeeignet, Philo-Verlag Berlin, 1931, 79 S.
- Schopenhauer gegen Augustinus, in: Jahrbuch der Schopenhauer-Gesellschaft 18 (1931), S. 263–321.
- Die Religion Spinozas, in: Archiv für Geschichte der Philosophie 41 (1932). Heft 3, S. 339–362. doi:10.1515/agph.1933.41.3.339
- Die Religion Spinozas und die Rhijnsburger Kollegianten, [1932], in: Spinoza. Hrsg. von Martin Schewe und Achim Engstler, Frankfurt am Main u. a.: Peter Lang, 1990, S. 323–340 (Auslegungen, Bd. 2).

## Spinoza-Editionen
- Sämtliche Werke. Sieben Bände in drei Bänden. Hrsg. von O. Baensch, A. Buchenau, C. Gebhardt, C. Schaarschmidt, Leipzig: Dürr, 1907–1914.
- Theologisch-politischer Traktat. Übertr. und eingel. nebst Anm. und Reg. von Carl Gebhardt. 3. Aufl., Leipzig: Dürr, 1908 (Philosophische Bibliothek; 93).
- Abhandlung über die Verbesserung des Verstandes. Abhandlung vom Staate. In 3. Aufl., neu übertragen und eingeleitet sowie mit Anmerkungen und Register versehen von Carl Gebhardt, Leipzig: Meiner, 1907 [tatsächlich 1912] Philosophische Bibliothek 95.
- Briefwechsel. Übertr. u. mit Einl., Anm. u. Reg. vers. von Carl Gebhardt, Leipzig: Meiner, 1914 (Philosophische Bibliothek; 96a).
- Lebensbeschreibungen und Gespräche. Übertr. und hrsg. von Carl Gebhardt, Leipzig: Meiner, 1914 (Philosophische Bibliothek; 96b).
- Kurze Abhandlung von Gott, dem Menschen und seinem Glück. Übertr. u. hrsg. von Carl Gebhardt. 4. Aufl., Leipzig: Meiner, 1922 (Philosophische Bibliothek; 91).
- Sämtliche Werke. In Verbindung mit O. Baensch und A. Buchenau hrsg. von C. Gebhardt. Sieben Bände in drei Bänden, Leipzig: Felix Meiner, 1907/14–1922.
- Spinoza opera. Im Auftrag der Heidelberger Akademie der Wissenschaften hrsg. von Carl Gebhardt. [Ursprünglich] Vier Bände, Heidelberg, Carl Winter-Verlag, 1925 [Unveränderter Nachdruck: Heidelberg: Carl Winter-Verlag, 1972].
  - Band 1: Korte Verhandeling van God, De Mensch en des zelfs Welstand, Renati Des Cartes Principiorum philosophiae pars I [en] II, Cogitata metaphysica, Compendium grammatices linguae Hebraeae, Heidelberg: Winter, 1925.
  - Band 2: Tractatus de intellectus emendatione, Ethica, Heidelberg: Winter, 1925.
  - Band 3: Tractatus theologico-politicus, Adnotationes ad Tractatum theologico-politicum, Tractatus politicus, Heidelberg: Winter, 1925.
  - Band 4: Epistolae, Stelkonstige Reeckening van den Regenboog, Reeckening van Kanssen – (Nachbericht), Heidelberg: Winter, 1925.
  - Band 5: Supplementa. Kommentar zum Tractatus theologico-politicus. Kommentar zu den Adnotationes ad tractatum theologico-politicum. Kommentar zum Tractatus politicus. Einleitung zu den beiden Traktaten, Heidelberg: Winter, 1987.
- Spinoza. Von den festen und ewigen Dingen. Uebertragen und eingeleitet von Carl Gebhardt [Paraphrase der Ethik samt weiterer Texte und Briefe], Heidelberg: Carl Winter, 1925.

## Weitere Editionen
- Die Schriften des Uriel da Costa. Mit Einleitung, Übertragung und Regesten herausgegeben von Carl Gebhardt, Heidelberg: Carl Winter / Amsterdam: Hertzberger / London: Oxford University Press, 1922 (Bibliotheca Spinozana; 2).
- Schopenhauer und Brockhaus. Zur Zeitgeschichte der „Welt als Wille und Vorstellung“". Ein Briefwechsel; mit Bildern und Dokumenten aus dem Schopenhauer-Archiv. Hrsg. von Carl Gebhardt, Leipzig: Brockhaus, 1926 (Jahrbuch der Schopenhauer-Gesellschaft; 13).
- Jakob Freudenthal: Spinoza. Leben und Lehre. Auf Grund des Nachlasses von J. Freudenthal bearbeitet von Carl Gebhardt. 2. Auflage, Heidelberg: Carl Winter, 1927 (Bibliotheca Spinozana curis societatis Spinozanae; T. 5).
- Wilhelm Bolin: Spinoza. Zeit, Leben, Werk. 2. Aufl., neu bearb. von Carl Gebhardt, Darmstadt [u. a.]: Hofmann, 1927 (Geisteshelden; 9).
- Der Briefwechsel Arthur Schopenhauers. Erster Band (1799–1849). Hrsg. von Carl Gebhardt (Arthur Schopenhauers sämtliche Werke. Bd. 14), München: Piper, 1929.
- Leone Ebreo: Dialoghi d'amore. Hebräische Gedichte. Hrsg. mit einer Darst. des Lebens und des Werkes Leones, Bibliogr., Reg. zu den Dialoghi, Übertr. der hebr. Texte, Regesten, Urkunden und Anm. von Carl Gebhardt, Heidelberg: Winter / Amsterdam: Hertzberger / London: Oxford University Press, 1929 (Bibliotheca Spinozana; 3).
- Das Lied der Lieder. Übertragen mit Einführung und Kommentar von Carl Gebhardt, Berlin: Philo-Verlag, 1931.
- Johannes Colerus: Das Leben des Benedict von Spinoza. In der alten deutschen Übersetzung [des Johann Faccius] mit Einleitung und Anmerkungen hrsg. von Carl Gebhardt, Heidelberg: Weissbach, 1952.